# Pan de Azúcar puesto de punta de Hildesheim
La Casa del Azucarero Invertido o El Pan de Azúcar puesto de punta (en alemán: Der Umgestülpte Zuckerhut) es un edificio histórico de madera en la ciudad de Hildesheim en el estado federado de Baja Sajonia de Alemania.

## Historia y arquitectura

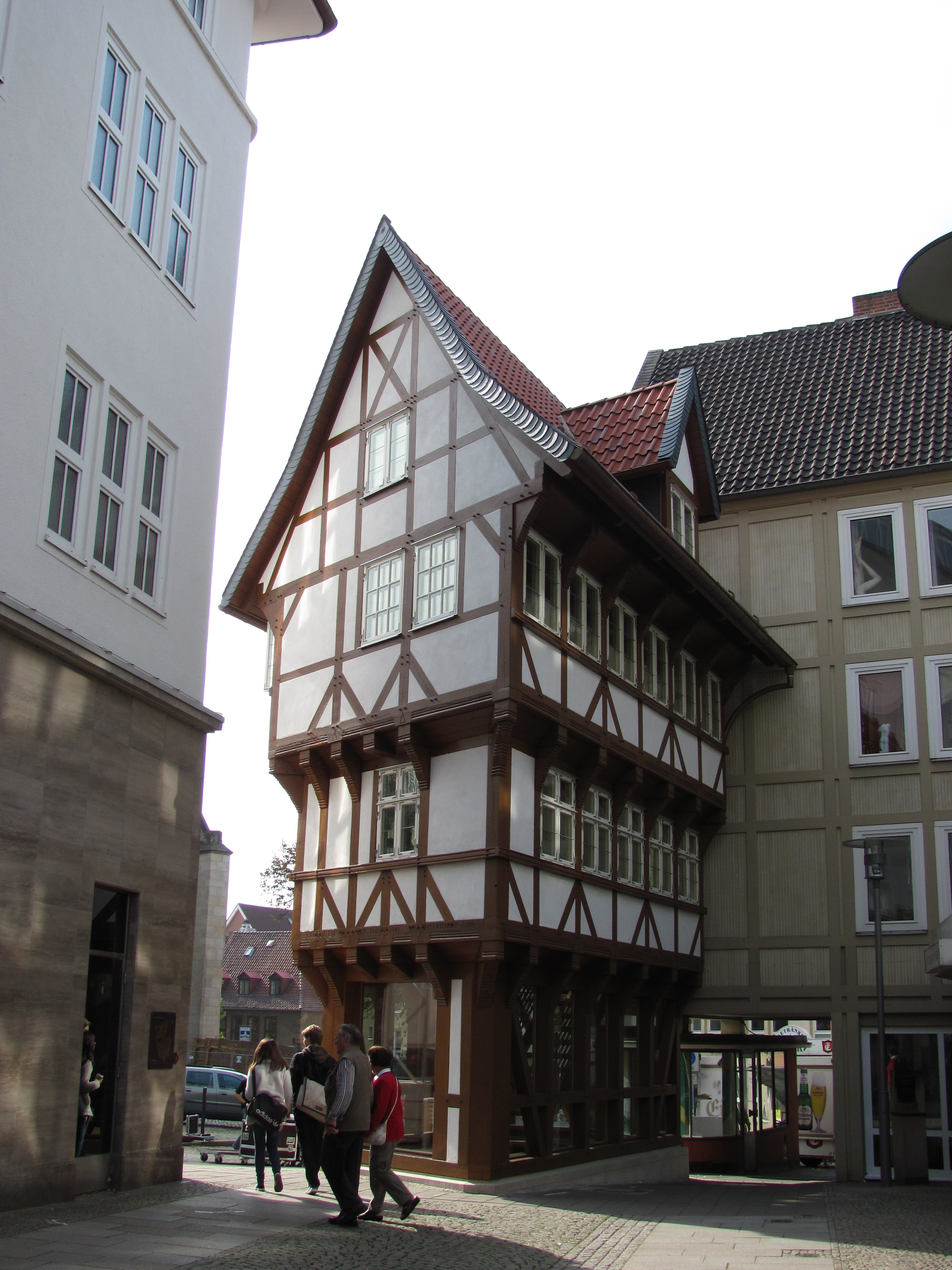
La Casa del Azucarero Invertido en 2010.

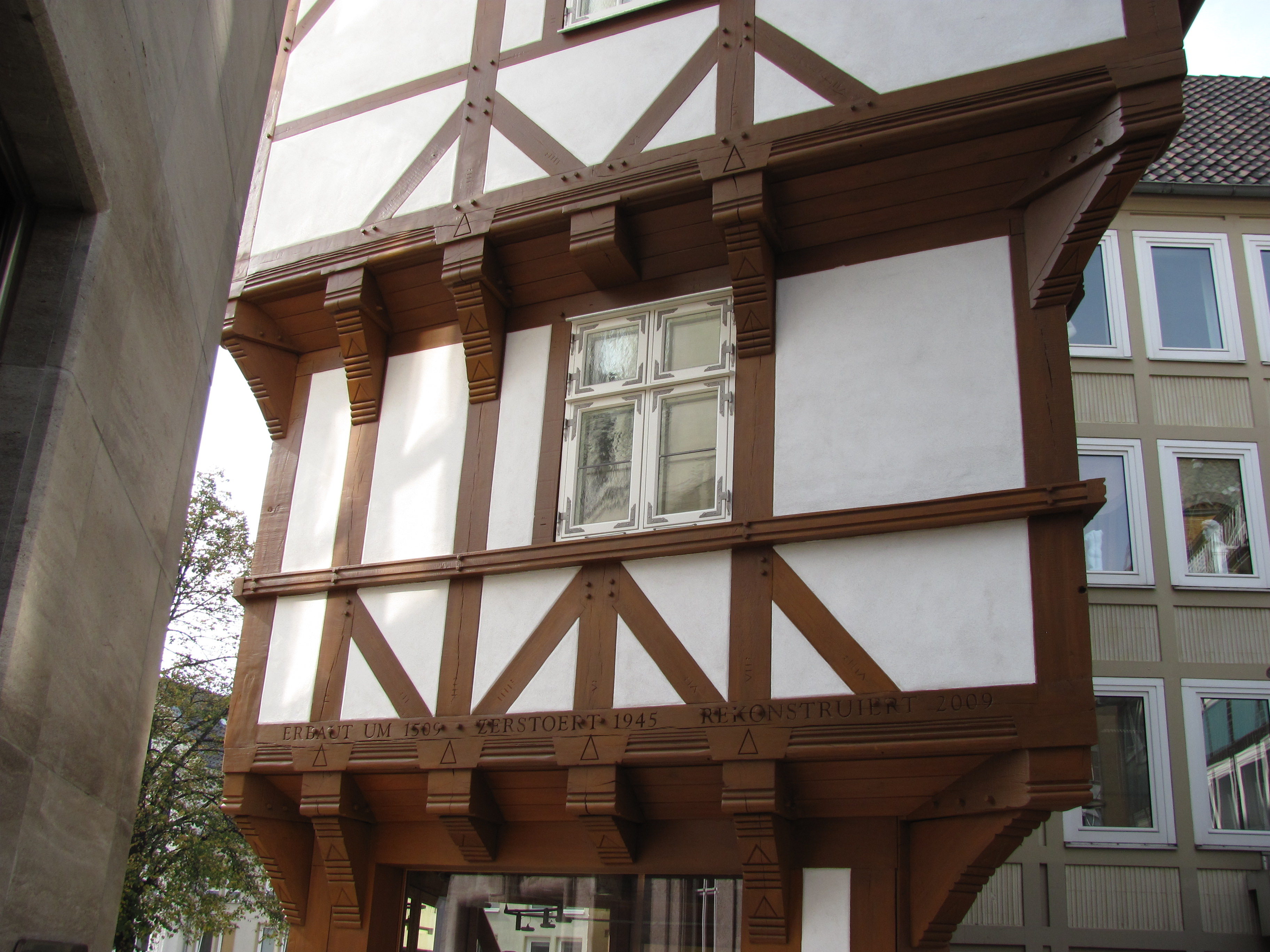
Historia del edificio tallada en la madera.

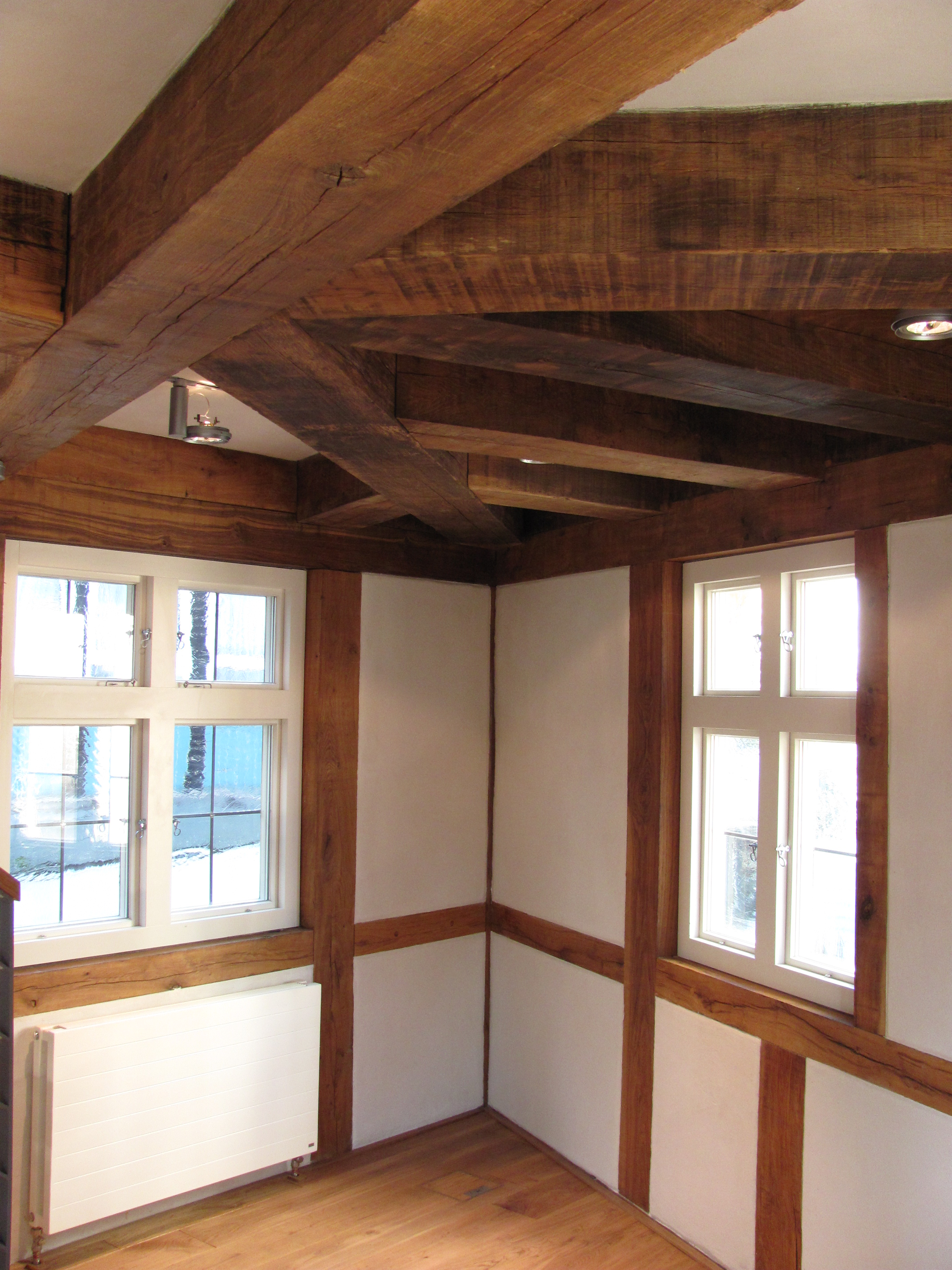
El interior.

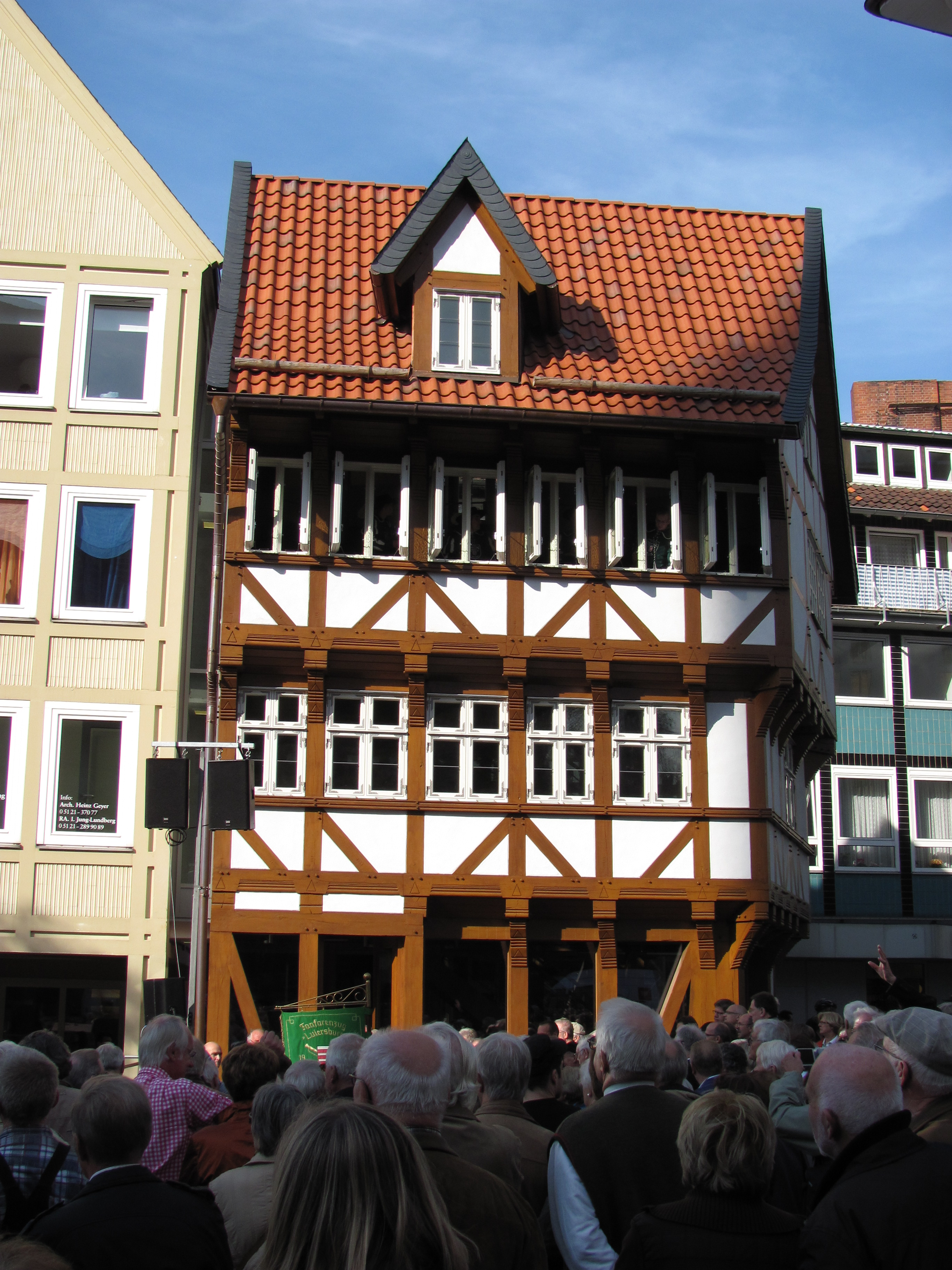
La inauguración el 3 de octubre de 2010.

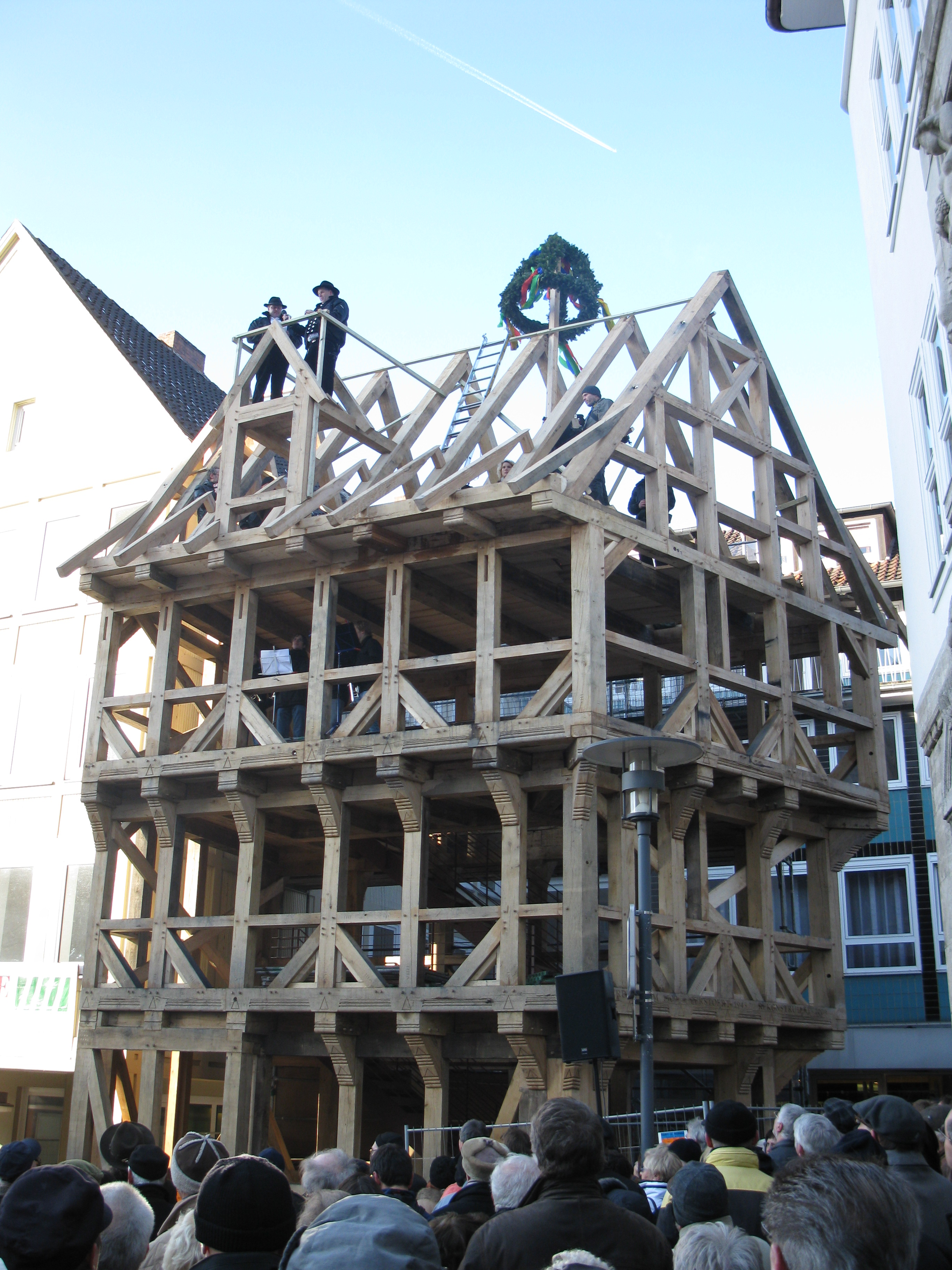
La fiesta de tijerales.

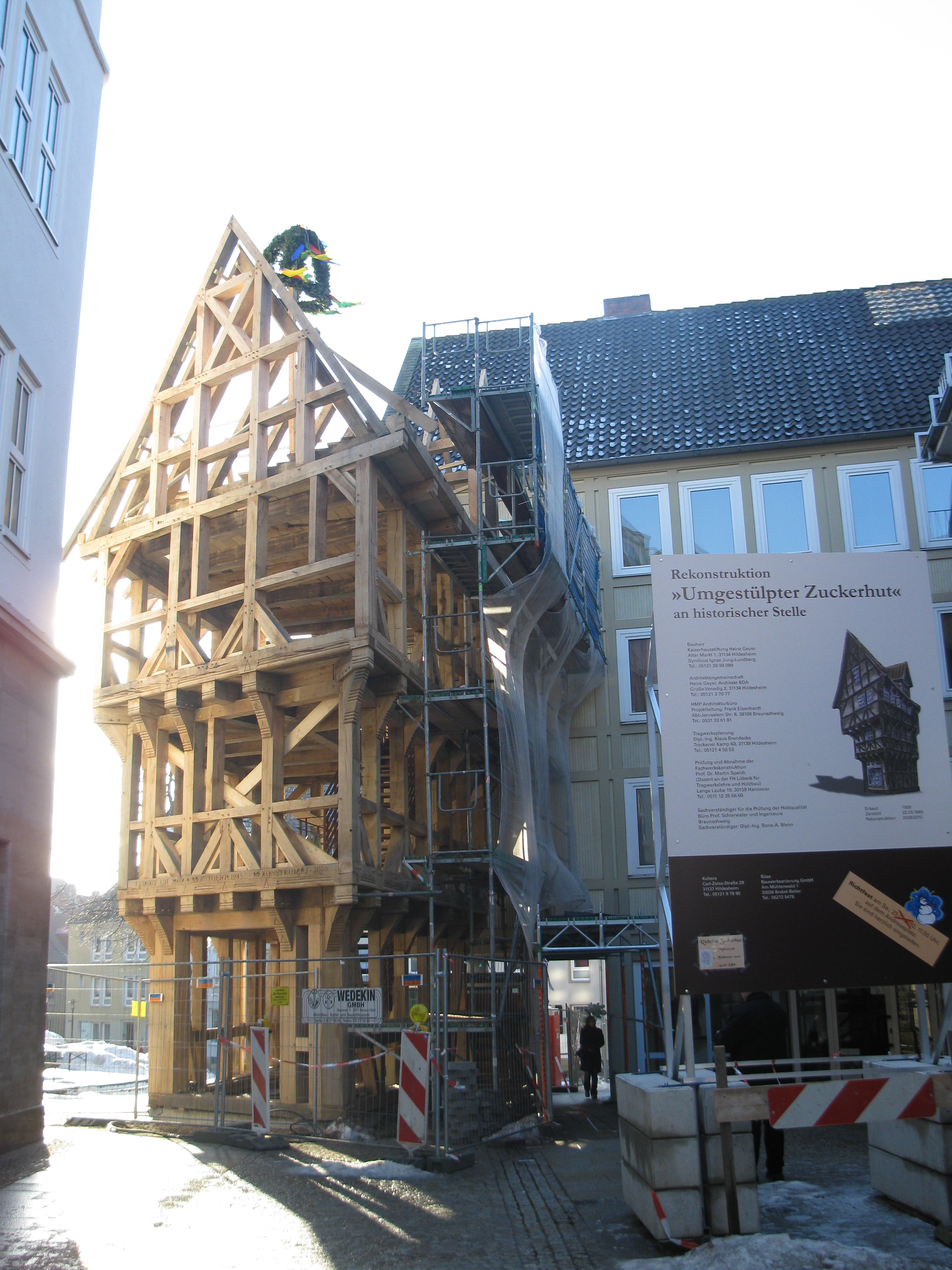
La fiesta de tijerales.

El edificio Casa del Azucarero Invertido se halla en la Plaza de San Andrés (Andreasplatz) en el centro de Hildesheim, frente a la iglesia de San Andrés. Fue construido originalmente entre 1500 y 1510 en la Edad Media, pero la fecha exacta de la construcción y el nombre del arquitecto siguen siendo desconocidos. Se trata de una casa con entramado de madera que se parece a un azucarero invertido, con la base arriba y la punta abajo. El piso bajo tiene una superficie de 17 m², el piso alto es algo más grande y el segundo piso tiene una superficie de 29 m².

## Destrucción
En la Segunda Guerra Mundial, la Casa del Azucarero Invertido fue deteriorado ligeramente el 22 de febrero de 1945 durante un ataque aéreo. El 22 de marzo de 1945, sin embargo, fue destruida completamente por bombas incendiarias. Después de la guerra, la casa no fue reconstruida inmediatamente. El terreno donde se había ubicado no fue edificado hasta 2009.

## Reconstrucción

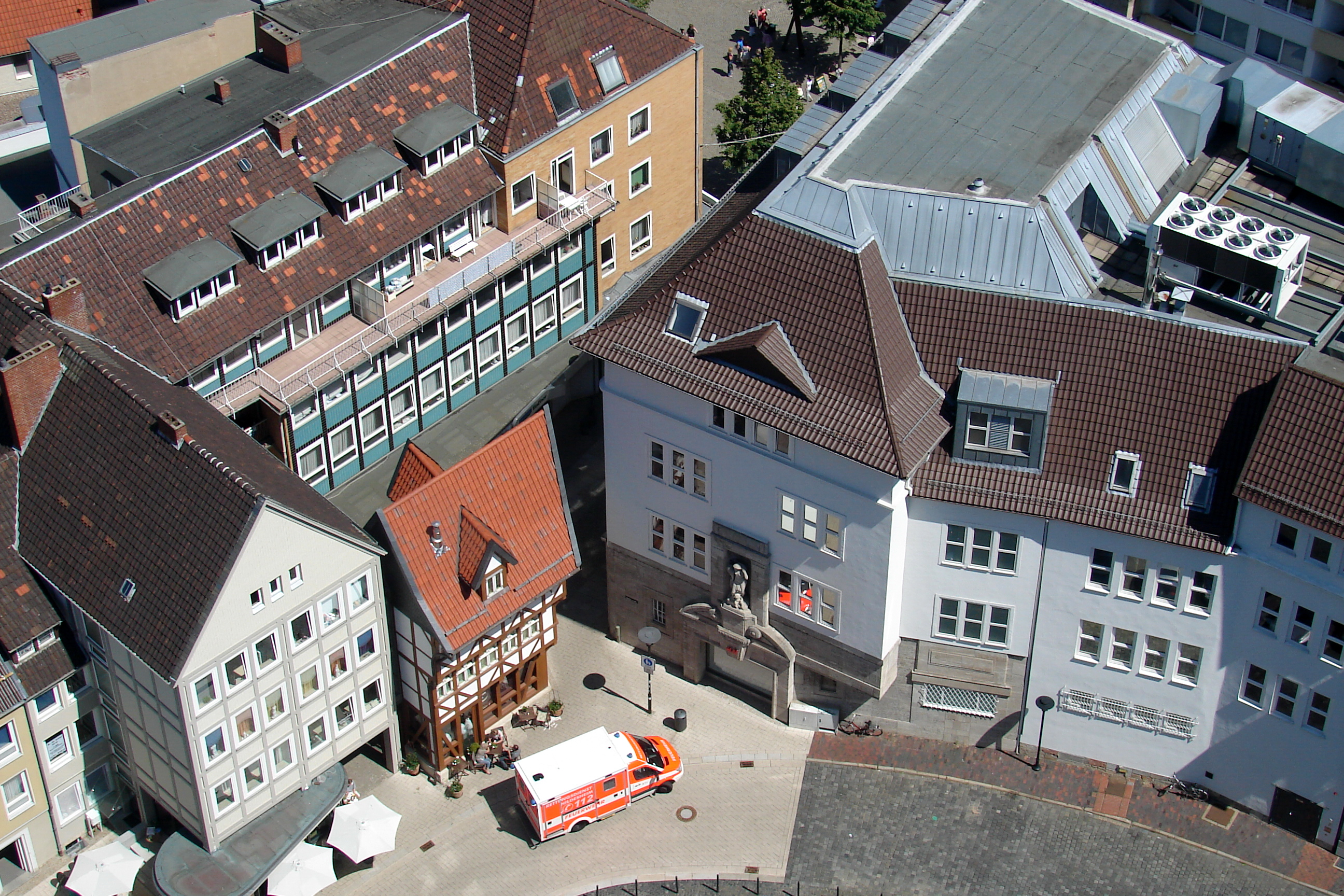
La Casa del Azucarero Invertido era una casa de entramado de madera construida alrededor de 1510 en Hildesheim, que se caracterizaba por sus audaces voladizos en tres fachadas.

La Casa Gremial de los Carniceros (Knochenhauer-Amtshaus) de Hildesheim y las demás casas con entramado de madera de la histórica Plaza de Mercado de Hildesheim, también destruidas durante la guerra, fueron reconstruidas auténticamente en los años ochenta del siglo pasado. A partir del año 2000, la Altstadtgilde, una asociación privada dedicada a la conservación de monumentos arquitectónicos y al embellecimiento de la ciudad, empezó a coleccionar dinero para la reconstrucción auténtica de La Casa del Azucarero Invertido y compró el terreno donde el edificio se había ubicado antes de la guerra. Muchos habitantes de la ciudad dieron dinero para la acción. El Concejo municipal, sin embargo, vaciló mucho tiempo en consentir en el proyecto, aunque ese no necesitó ningún apoyo de la ciudad desde el punto de vista financiero. El 4 de febrero de 2009, finalmente, consintió en la reconstrucción de la casa.
Las obras de reconstrucción con 60 m³ de madera de roble y con 728 clavijas empezaron el 27 de octubre de 2009. La construcción del fundamento fue terminada el 9 de noviembre de 2009 y la fiesta de tijerales tuvo lugar el 3 de febrero de 2010. El acto de la inauguración de La Casa del Azucarero Invertido tuvo lugar el 8 de octubre de 2010. La asociación Altstadtgilde, como el propietario, informó que los gastos de la reconstrucción se elevaron a € 1.500.000. Actualmente el edificio es utilizado como un café.